# Romanița Iovan
Romanița Iovan (n. 3 octombrie 1964, București, România) este o creatoare de modă și femeie de afaceri din România.

## Biografie
A absolvit Liceul de Matematică Fizică din București. În continuare, urmează Facultatea de Comerț și Turism, specializarea Economia Serviciilor de Alimentație Publică și Turism, din cadrul Academiei de Studii Economice din București, promoția 1991.
S-a lansat ca manechin și fotomodel la centrul de creație UCECOM. În 2003 se căsătorește cu Adrian Iovan. Ulterior, cei doi divorțează, având împreună un fiu.
De peste 32 de ani, Romanița Iovan activează în industria modei și a antreprenoriatului, având propria casă de modă și implicându-se în diverse proiecte de afaceri, inclusiv în domeniul imobiliar și al produselor de înfrumusețare.

## Colecții de modă (selectiv)
- prezentare la Hotel Intercontinental -Sala Rondă. „Romanitza incendiaza Intercontinentalul” – Libertatea.
- prezentare de modă in cadrul colocviului „Public - Presa – Putere” la Costinesti
- „Flori de Curcubeu”, sub Cupola World Trade Plaza
- participă, alături de alți doi creatori români, la deschiderea prezentării Olivier Lapidus în București
- colecția toamnă-iarnă 2000, hotel Hilton
- „Etno”, Festivalul Internațional de Modă, Iași
- „Cats”, Festivalul de Modă Bucharest Fashion Week
- „Rouge”, Clubul Diplomaților
- „Blue Symphonie”, în cadrul Bucharest Fashion Week - World Trade Center
- „Butterflies”, în cadrul New York Fashion Week Hotel St. Regis, New York, și în cadrul Bucharest Fashion Week – Rin Grand Hotel
- deschiderea Desmond Tutu Center – New York
- „Seventeen”, în cadrul New York Fashion Week, Hotel Westin Times Square
- „Silver Dream”, New York Fashion Week, Hotel Westin Times Square
- „Kabaret” ,la Rin Grand Hotel
- „Romanitza 18 ani” - Clubul Diplomatic București –aniversarea a 18 ani de activitate a Casei de Modă, prezentare retrospectivă a câtorva creații din ultimele 6 colecții Romanitza

## Premii
- „Premiul pentru distanțarea de colecția de serie”, Festivalul Național de Modă - București, 1994
- Locul 2 în Topul Firmelor pe sector 1, Locul 3 în Topul Firmelor din București, Locul 10 în Topul Firmelor pe țară, Camera de Comerț și Industrie, 2000
- „Cea mai cunoscută femeie de afaceri”, Premiile Studențești, ASE 2005
- „Diploma de onoare pentru susținerea evenimentelor de cultură”, Balul Operei, Cluj Napoca
- „Cea mai buna colecție de modă”, în cadrul Bucharest Fashion Week 2006
- Nominalizare „Cea mai apreciată femeie de afaceri”, Premiile Studențești, ASE 2006

1. ↑  „Despre Noi”. Romanita Iovan. Accesat în 21 februarie 2025.
2. ↑  Marcu, George (2012). Enciclopedia personalităţilor feminine dinRomânia. Meronia. p. 435.
3. ↑  Andreea, Laciu (20 ianuarie 2023). „Cine este Romanița Iovan. Totul despre viața personală și carieră”. Viva.ro. Accesat în 21 februarie 2025.
4. ↑  „TRANSFERUL DE CAPITAL FINANCIAR AL MIGRANȚILOR REVENIȚI ÎN MEDIUL DE AFACERI”, Creşterea economică în condiţiile globalizării: bunăstare și incluziune socială, pp. 155–162, 10 decembrie 2019, doi:10.36004/nier.cdr.2019.14-19, accesat în 21 februarie 2025